# Niederönz
Niederönz ist eine politische Gemeinde im Verwaltungskreis Oberaargau des Kantons Bern in der Schweiz.

## Geographie
Niederönz liegt auf 460 m ü. M., 1 km westlich von Herzogenbuchsee und 8 km westsüdwestlich der Stadt Langenthal (Luftlinie). Das Dorf erstreckt sich in der breiten Schotterebene der Önz, an deren Austritt aus den Molassehügeln des höheren Mittellandes, im Oberaargau.
Die Fläche des 2,8 km² grossen Gemeindegebiets umfasst einen schwach reliefierten Abschnitt des nördlichen Berner Mittellandes. Der Hauptteil des Gebietes wird von der rund 2 km breiten Ebene der Önz bei Herzogenbuchsee eingenommen. Die Önz fliesst von Süden nach Norden durch den Gemeindebann, nimmt von links den Seebach auf und tieft sich nahe der Nordgrenze mit einem rund 200 m breiten Tälchen allmählich in die Schotterebene ein. Nach Westen erstreckt sich der Gemeindeboden auf den Waldhügel des Önzberges, auf dem mit 513 m ü. M. der höchste Punkt von Niederönz erreicht wird. In einem schmalen Streifen reicht das Gebiet nach Süden in den Eichwald und bis in das Moorgebiet Chlepfimoos beim Burgäschisee. Von der Gemeindefläche entfielen 1997 15 % auf Siedlungen, 29 % auf Wald und Gehölze und 56 % auf Landwirtschaft.
Zu Niederönz gehören die Siedlungen Chlifeld, Eggen, Flueacher und Wisi, alle auf 462 m ü. M. in der Ebene westlich der Önz gelegen. Nachbargemeinden von Niederönz sind Inkwil, Heimenhausen und Herzogenbuchsee im Kanton Bern sowie Aeschi (SO) und Bolken im Kanton Solothurn.

## Bevölkerung
Mit 1782 Einwohnern (Stand 31. Dezember 2023) gehört Niederönz zu den kleineren Gemeinden des Kantons Bern. Von den Bewohnern sind 91,9 % deutschsprachig, 2,7 % italienischsprachig, und 1,8 % sprechen Türkisch (Stand 2000). Die Bevölkerungszahl von Niederönz belief sich 1850 auf 435 Einwohner, 1900 auf 446 Einwohner. Im Verlauf des 20. Jahrhunderts stieg die Bevölkerungszahl bis 1960 kontinuierlich auf 738 Personen an. Seither wurde eine deutlich verstärkte Bevölkerungszunahme, verbunden mit einer Verdoppelung der Einwohnerzahl innerhalb von 40 Jahren, verzeichnet. Das Siedlungsgebiet von Niederönz ist heute lückenlos mit denjenigen von Herzogenbuchsee und Oberönz zusammengewachsen.

## Wasserversorgung
Die Wasserversorgung ist Sache des Gemeindeverbandes Wasserversorgung an der untern Oenz (WVOe). Wie viele andere Wasserversorger hat auch die WVOe mit Chlorothalonil-Metaboliten zu kämpfen. Wasserproben aus dem Jahr 2019 zeigten gleich bei vier Trinkwasserfassungen des WVOe Überschreitungen der geltenden Höchstwerte. Infolge der Wärme und Trockenheit im Jahr 2019 wurden die Kunden im Juli desselben Jahres dazu aufgerufen, den Wasserverbrauch einzuschränken.

## Wirtschaft
Niederönz war bis in die zweite Hälfte des 20. Jahrhunderts ein vorwiegend durch die Landwirtschaft geprägtes Dorf. Noch heute haben der Ackerbau dank den fruchtbaren Böden sowie die Viehzucht und die Forstwirtschaft einen gewissen Stellenwert in der Erwerbsstruktur der Bevölkerung.
Zahlreiche weitere Arbeitsplätze sind im lokalen Kleingewerbe und im Dienstleistungssektor vorhanden. Gewerbe- und Industriezonen sind am nördlichen Dorfrand an der Strasse von Herzogenbuchsee nach Solothurn zu finden. In Niederönz ist heute die Bystronic Laser AG ansässig und sind Betriebe der Metallveredelung, des Baugewerbes, des Hydraulikmaschinenbaus, der Elektrobranche und mechanische Werkstätten vertreten. In den letzten Jahrzehnten hat sich das Dorf zu einer Wohngemeinde entwickelt. Viele Erwerbstätige sind deshalb Wegpendler, die hauptsächlich in der Region Langenthal-Herzogenbuchsee, teilweise auch im Raum Solothurn arbeiten.

## Verkehr
Die Gemeinde liegt nahe der Hauptstrasse von Herzogenbuchsee nach Solothurn. Durch eine Buslinie der BSU, welche die Strecke von Solothurn nach Herzogenbuchsee bedient, ist Niederönz an das Netz des öffentlichen Verkehrs angebunden.

## Geschichte
Die erste urkundliche Erwähnung des Ortes erfolgte 1139 unter dem Namen Oentze. Später erschienen die Bezeichnungen Onza (1166), Onze (1248), Honzen (1258), Uenzo (1263) und Onz (1278); eindeutig ist erst der Name Nidern-Oentz von 1350.
Im Mittelalter unterstand Niederönz zunächst der Oberhoheit der Herzöge von Zähringen, ab 1218 derjenigen der Kyburger und gehörte zum Hofgericht der Propstei Herzogenbuchsee. Im Jahr 1406 gelangte Niederönz unter Berner Herrschaft und wurde der Vogtei Wangen zugeordnet. Nach dem Zusammenbruch des Ancien Régime (1798) gehörte das Dorf während der Helvetik zum Distrikt Wangen und ab 1803 zum Oberamt Wangen, das mit der neuen Kantonsverfassung von 1831 den Status eines Amtsbezirks erhielt.

## Sehenswürdigkeiten

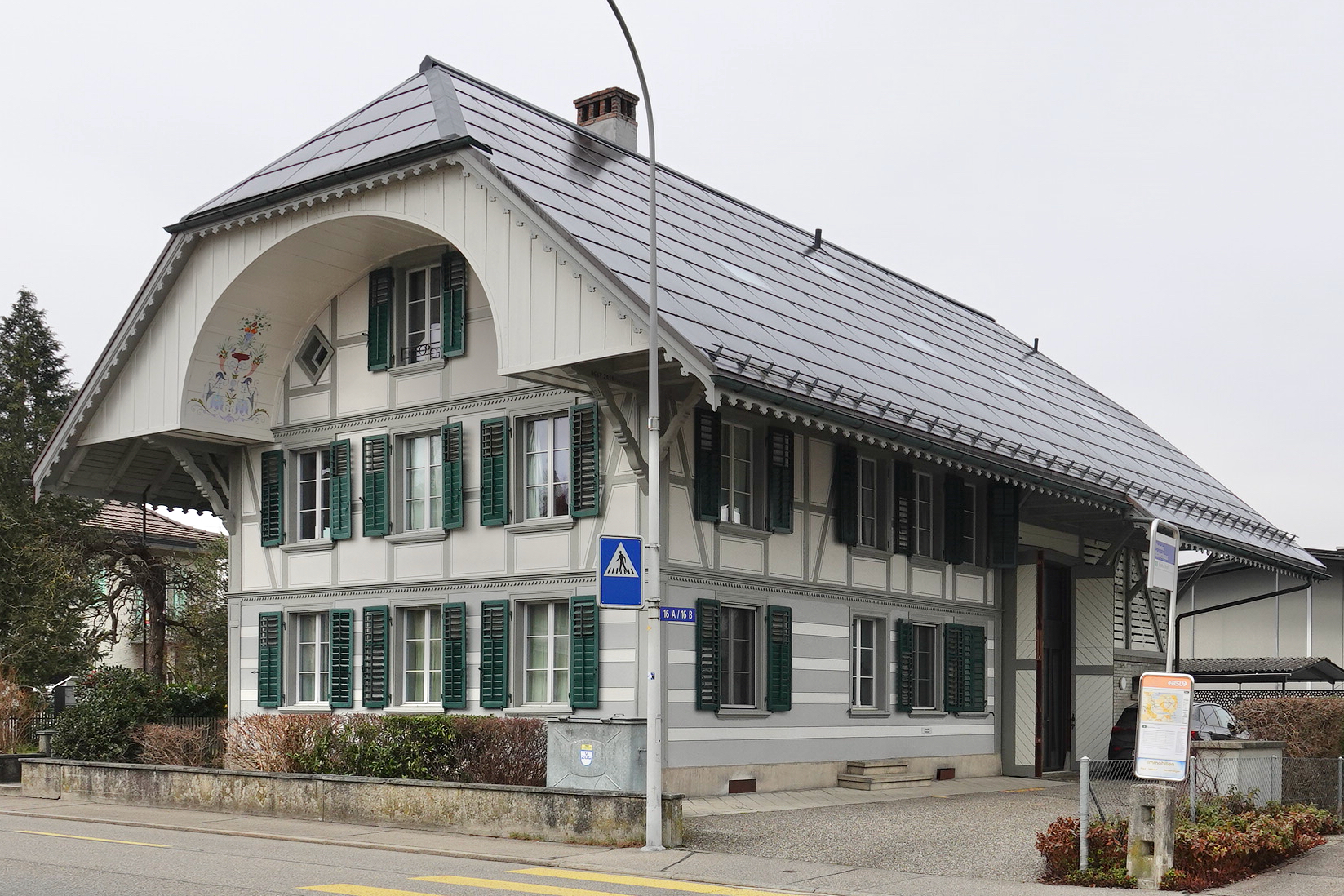
Schürchhaus, strassenseitige Ansicht von 2025

Im alten Ortskern sind einige charakteristische Bauernhäuser des bernischen Landstils aus dem 17. bis 19. Jahrhundert erhalten. In Niederönz gibt es zwei Heidenstöcke, die aus dem 15. Jahrhundert und von 1535 stammen. Letzterer wurde vermutlich als Burganlage erbaut (viereckiger Komplex mit starken Mauern) und dient heute als Speicher. Erwähnenswert sind auch das Schürchhaus (1900 erbaut) mit dem typischen «Bernerbogen» und der Fassadenmalerei sowie die 1738 errichtete Untere Mühle, die noch heute benutzt wird. Niederönz besitzt keine eigene Kirche, es gehört zur Pfarrei Herzogenbuchsee.

## Persönlichkeiten
- Hans Nydegger (1848–1909), Zeitungsherausgeber und Schriftsteller